# Билаш, Александр Иванович
Алекса́ндр Ива́нович Била́ш (укр. Олександр Іванович Білаш; 6 марта 1931, Градижск — 6 мая 2003, Киев) — украинский, советский композитор, педагог, поэт, общественный деятель. Народный артист СССР (1990), Герой Украины (2001).

## Биография
Родился в Градижске (ныне Кременчугский район) Полтавской области Украинской ССР в музыкальной семье: мать — Евдокия Андреевна — считалась первой певицей на сельских сборищах, отец — Иван Афанасьевич — играл на балалайке и гитаре.
В 1946 году поступал в Полтавское музыкальное училище, но некоторым сведениям не был принят «из-за отсутствия слуха». Год учился в Киевской музыкальной вечерней школе, где преподавали братья Георгий и Платон Майбороды. Разгружал вагоны на вокзале, подрабатывал в школах, играл в ресторанах.
В 1948—1952 годах учился в Житомирском музыкальном училище имени В. С. Косенко. В 1957 году окончил Киевскую консерваторию (ныне Национальная музыкальная академия Украины имени П. И. Чайковского) по классу композиции у Н. Н. Вилинского.
В 1956—1961 годах — преподаватель теории музыки Киевского педагогического института имени М. Горького.
Наиболее известен как автор песен (около 500). Автор романсов, баллад, опер, оперетт, ораторий и музыки к кинофильмам.
Автор девяти поэтических сборников, в том числе «Мелодия» (1977), «Мамине крило» (1999), «Шурась» (2001).
Член КПСС с 1967 года. В 1976—1994 годах — председатель правления Киевской организации Союза композиторов УССР. С 1968 года — заместитель председателя правления Союза композиторов Украинской ССР. Член Союза писателей Украины (2000). С 1992 года — член Комитета по Государственным премиям Украины имени Т. Шевченко при Кабинете министров Украины. Один из основателей Украинского фонда культуры.
Умер 6 мая 2003 года в Киеве после инсульта. Похоронен на Байковом кладбище.

### Семья
- Жена — Лариса Ивановна Остапенко (1935—2010), оперная певица[3].
- Дочери: Оксана (род. 1956), преподаватель музыки в консерватории; Олеся (род. 1965), работает в издательской сфере[8].

## Сочинения
Оперы
- «Гайдамаки» (по одноимённой поэме Т. Шевченко, 1965)
- «Баллада войны» (моноопера) (1971)
- «Знаменосцы» (1985)
- «Исповедь белого тюльпана» (моноопера)

Оперетты
- «Город влюбленных» (1967)
- «Легенда о Киеве» (1982)
- «Колокола России» (1982)
- «Чистая криница»
- «Приключения Буратино» (мюзикл)

Оратория
- «Вишнёвый ветер» (1989)

Для симфонического оркестра
- «Скерцо», «Весенняя сюита»(1959), балетная сюита «Буратино» (1961), поэма «Павел Корчагин» (1957)

Для голоса в сопровождении симфонического оркестра
- «Вокализ» для меццо-сопрано в 5 частях (1965)

Для голоса
- для 3 голосов — «Три подруги синеоки» (сл. В. Шевчука)
- для 2 голосов — «Как подули холодные ветры» (сл. В. Шевчука)

Для фортепиано с оркестром
- 2 концерта (1982—1983)

Романсы
- «Кленовая аллея» (слова С. Щипачёва)
- «Вы знаете, как липа шелестит» (слова П. Тычины)
- Романс из к/ф «Опасные гастроли», исполнял Владимир Высоцкий

Другое
- инструментальные хоровые произведения в том числе на слова М. Ткача, Ю. Рыбчинского
- два цикла песен для детей

Популярные песни
«Ой висока та гора», «Прилетіла ластівка», «Сніг на зеленому листі», «Ясени» (все на сл. М. Ткача), «Два кольори», «Лелеченьки» (обе на сл. Д. Павличко), «Треба йти до осені» (на сл. С. Пушика) «Півні», «Журавлині ключі», «Не шукай розради у коханні», «Вулиця» (все на собств. стихи), «Цвітуть осінні тихі небеса» (на сл. А. Малышко, «Журавка» (на сл. В. Юхимовича), «Впали роси на покоси», «Сину, качки летять», «Ой не ріж косу», «Калина во ржи» (исполняла Людмила Зыкина), «Гуцульска писанка».

## Фильмография
- 1959 — Катя-Катюша
- 1960 — Роман и Франческа
- 1962 — Сейм выходит из берегов
- 1962 — Молчат только статуи
- 1964 — Сумка, полная сердец
- 1964 — Сон
- 1966 — Бурьян
- 1966 — А теперь суди…
- 1967 — На Киевском направлении
- 1967 — Киевские мелодии
- 1969 — Тяжёлый колос
- 1969 — Опасные гастроли
- 1970 — Чёртова дюжина
- 1970 — Меж высоких хлебов
- 1971 — Лада из страны берендеев
- 1971 — Тронка
- 1972 — Здесь нам жить
- 1973 — До последней минуты (совместно с В. Кладницким)
- 1973 — Новоселье
- 1973 — Повесть о женщине
- 1975 — Среди лета
- 1976 — Время — московское
- 1976 — На косе; Чары-камыши (оба в киноальманахе «Днепровский ветер»)
- 1978 — Сказка про Чугайстра
- 1983 — Водоворот
- 1985 — Женихи

## Награды

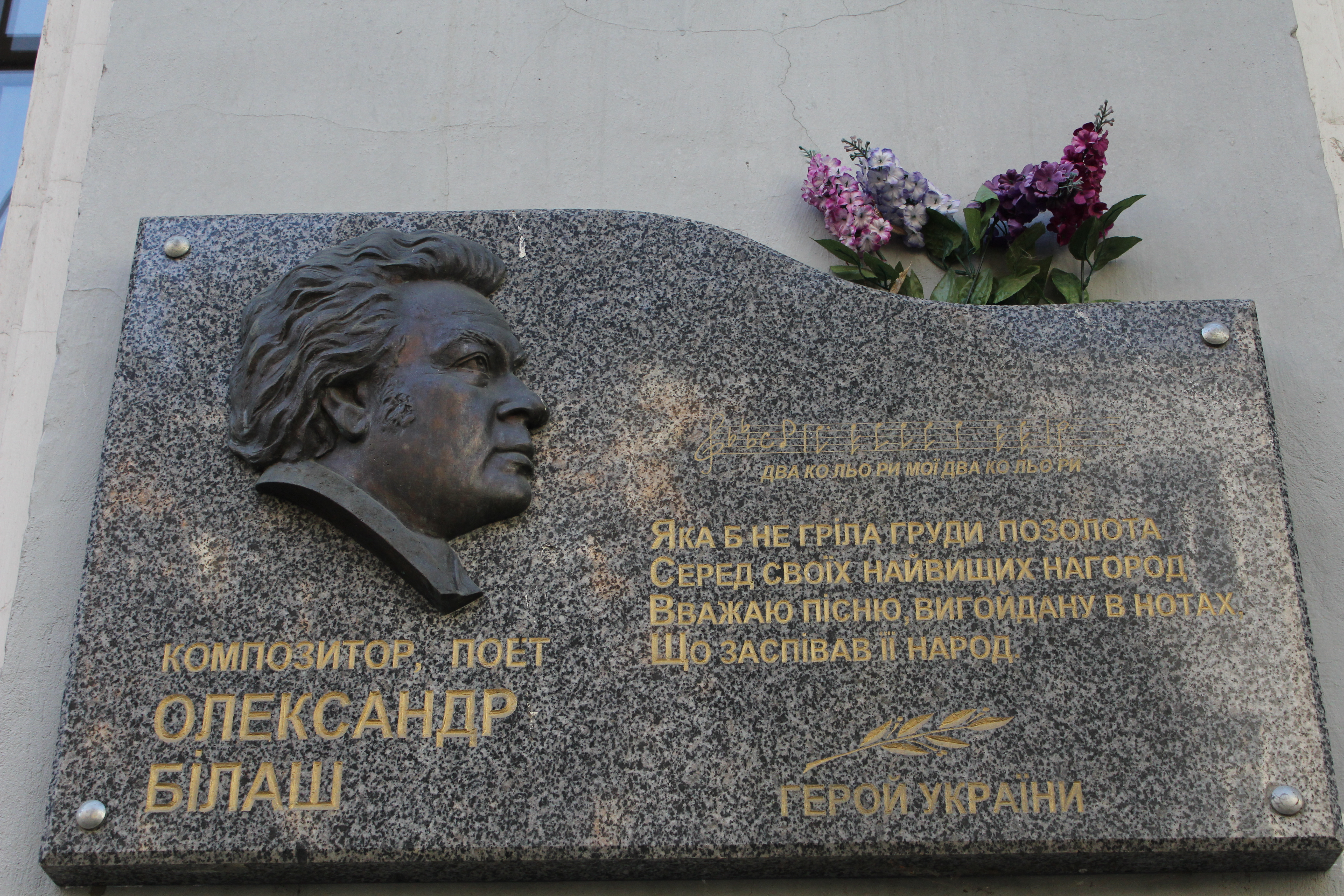
Памятная доска на доме 8а
по ул. Евгения Чикаленко
(бывшая Пушкинская) в Киеве

- премия Ленинского комсомола Украинской ССР (1966)[5];
- премия Ленинского комсомола (1968)[5] — за цикл популярных песен и активную пропаганду советской музыки среди молодёжи;
- заслуженный деятель искусств Украинской ССР (1969)[4];
- орден Трудового Красного Знамени (1971);
- Государственная премии Украинской ССР имени Т. Г. Шевченко (1975)[5] — за песни (1971—1974);
- народный артист Украинской ССР (1977)[5];
- орден Дружбы народов (16 марта 1981)[9];
- медаль «В память 1500-летия Киева» (1982);
- народный артист СССР (1990);
- Герой Украины (с вручением ордена Державы (2001) — за выдающийся личный вклад в обогащение духовной сокровищницы украинского народа, многолетнюю плодотворную творческую деятельность);
- почётный гражданин Киева (2001).